# ElonJet
ElonJet est un service utilisant des comptes sur les réseaux sociaux pour suivre en temps réel l’utilisation de l’avion privé d’Elon Musk,,. Ce service, créé et maintenu par Jack Sweeney (en) à partir de données publiques, dispose de comptes sur Facebook, Instagram, Telegram, Truth Social, Mastodon, Threads, Bluesky, et anciennement sur Twitter, où le compte Twitter comptait environ 530 000 abonnés avant sa suspension,,. Plusieurs comptes utilisent le pseudonyme @elonjet.
Le compte Twitter, créé en juin 2020, a été ciblé par Musk à partir de 2021. Ce dernier a proposé de payer Sweeney 5 000 dollars ; celui-ci a demandé 50 000 dollars ou un stage dans une des entreprises de Musk, tout en conseillant de restreindre les données de suivi des vols. Musk a bloqué Sweeney en janvier 2021. En 2022, après l’acquisition de Twitter par Musk, celui-ci a déclaré qu’il ne bannirait pas le compte ElonJet. En décembre, un individu a suivi en voiture le fils de 2 ans de Musk, croyant que ce dernier se trouvait dans le véhicule. À la suite de cet incident, le compte ElonJet ainsi que les comptes personnels et d’autres comptes de suivi de vol de Sweeney ont été restreints puis bloqués dans le cadre des suspensions massives sur Twitter en décembre 2022. Peu après, plusieurs comptes de journalistes suspendus ont été rétablis.
Le 22 décembre 2022, Sweeney a lancé un nouveau compte Twitter, @ElonJetNextDay, qui continue de suivre les vols des jets privés d’Elon Musk mais publie les informations de localisation avec un délai de 24 heures, en conformité avec les nouvelles règles de Twitter qui autorisent le partage des données publiques une fois un délai raisonnable écoulé afin de réduire les risques pour la sécurité physique.

## Fonction
Le service ElonJet utilise des données de vol accessibles au public ainsi qu’un programme informatique automatisé, un Twitter bot, pour rapporter les vols privés d’Elon Musk. Le service utilise des données ADS-B, des données publiques, pour fournir des informations générales sur les lieux et horaires de décollage et d’atterrissage du jet privé de Musk, bien qu’il ne puisse pas indiquer qui se trouve à bord ni où les passagers voyagent avant ou après le vol. Le compte Twitter est devenu un moyen fiable pour les investisseurs, fans et critiques de Musk de connaître ses déplacements, souvent entre la région d’Austin où il vit, la baie de San Francisco où se trouve l’usine Tesla, et le sud de la Californie, siège de SpaceX.
En 2023, le service ElonJet est hébergé sur des comptes Twitter, Facebook, Telegram, Instagram, Threads, Mastodon,, et Bluesky. Le compte Mastodon a été créé le 14 décembre 2022, un jour après la suspension du compte Twitter original. Sweeney a gagné quelques milliers de dollars grâce à ces comptes, via les revenus publicitaires, ce qui lui a permis d’améliorer son ordinateur. Un subreddit dédié au service, r/ElonJetTracker, a gagné plus de 40 000 membres en deux jours après sa création le 14 décembre, devenant ainsi l’un des subreddits à la croissance la plus rapide du site.

## Histoire
Le compte Twitter ElonJet a été créé en juin 2020 par l’étudiant floridien Jack Sweeney. À l’époque, il était en terminale au lycée, avec son enseignement suspendu pendant le confinement lié à la pandémie COVID-19. Sweeney se considérait comme un fan du travail de Musk chez SpaceX et Tesla, ce qui l’a poussé à lancer le compte.
Elon Musk a eu des différends avec ce compte pendant longtemps, et a proposé 5 000 $ à Jack Sweeney pour supprimer le compte en 2021. Sweeney a répondu en demandant 50 000 $, expliquant qu’il utiliserait cet argent pour ses études et possiblement pour acheter une Tesla Model 3. Leur dernière conversation date de janvier 2022, lorsque Musk a dit que cela ne lui semblerait pas juste de payer pour faire fermer le compte. Sweeney a évoqué la possibilité d’un stage dans une des entreprises de Musk, et lui a donné des conseils, notamment sur un programme fédéral de confidentialité qui permet de faire varier l’ID émis par le transpondeur, bloquant ainsi les programmes de suivi des vols. Musk a commencé à utiliser ce programme, bien que Sweeney ait pu continuer à suivre ses vols,. Musk a bloqué Sweeney quelque temps après le 23 janvier.
Musk a acheté Twitter en octobre 2022, et a annoncé au début du mois suivant qu’il ne bannirait pas le compte ElonJet, car il se positionne en défenseur de la liberté d’expression, malgré un « risque direct pour sa sécurité personnelle ». Le 6 novembre 2022, Musk a tweeté : « My commitment to free speech extends even to not banning the account following my plane, even though that is a direct personal safety risk ».
Le 10 décembre, Sweeney a révélé que le compte Twitter avait été shadow banni, c’est-à-dire que Twitter limitait intentionnellement la portée du compte sur le site. Le vice-président du Trust and Safety Council de Twitter avait demandé à appliquer un « filtrage de visibilité strict » sur ce compte. Le conseil a été dissous le 12 décembre, jour où Sweeney a signalé que le compte ne semblait plus dissimulé d’aucune manière.
Le matin du 14 décembre, le site de réseau social a suspendu le compte ElonJet. Plus tard dans la journée, il a été brièvement rétabli et accessible, parallèlement à la publication par Twitter de nouvelles règles définissant des limitations sur le partage d’informations en temps réel concernant la localisation, en raison de préoccupations liées à la sécurité physique, indiquant que des informations légèrement différées seraient acceptables selon cette nouvelle politique. Selon le Washington Post, Sweeney a alors demandé à Musk quel délai de transmission des données serait nécessaire pour se conformer aux nouvelles règles, mais le compte ElonJet a été à nouveau suspendu dans la soirée du même jour. Le compte personnel Twitter de Sweeney a aussi été bloqué, ainsi que tous ses autres comptes qui suivaient les vols privés de personnalités publiques et d’oligarques russes,,. Le 15 décembre, le compte Twitter du réseau social concurrent Mastodon a également été bloqué pour avoir tweeté à propos de la situation. Selon The Verge, « il semblerait que Twitter considère un lien vers le compte Mastodon @ElonJet comme une violation » de leur nouvelle politique contre le lien vers des URL tierces fournissant des informations de voyage en temps réel. Plusieurs comptes de journalistes couvrant régulièrement l’industrie technologique ont également été bannis pour avoir rapporté l’affaire.

### Proposition d'action en justice d'Elon Musk
Le 14 décembre 2022, Musk a annoncé qu’il engagerait une action en justice contre Sweeney. Le même soir, Musk a affirmé dans un tweet qu’un « stalkeur fou » aurait suivi une voiture transportant son fils de 2 ans. L’incident se serait produit à Los Angeles, où l’individu accusé « a bloqué la voiture » et « est monté sur le capot », selon Musk. Alors que Sweeney a publié des informations accessibles au public concernant les jets privés, les vols et les aéroports utilisés par Musk, il n’a jamais partagé d’informations sur les membres de la famille de Musk ni sur ses voitures. Un détective de la police de Los Angeles dans l’unité des enquêtes sur le harcèlement a déclaré ne disposer d’aucune preuve indiquant que le prétendu harceleur ait utilisé ElonJet. Concernant l’incident, la police de South Pasadena a indiqué enquêter sur un rapport d’« une agression avec une arme mortelle impliquant un véhicule », et a désigné un membre de l’équipe de sécurité de Musk comme « suspect ». Le communiqué précisait aussi que « À aucun moment lors de l’incident la victime n’a identifié le suspect ni indiqué que l’altercation était autre chose qu’une coïncidence ».
Sweeney a déclaré que malgré l’intention de Musk de porter plainte, il ne prévoit pas d’arrêter de surveiller les déplacements en avion de Musk et continuera à publier les informations de suivi des vols en utilisant d’autres plateformes de réseaux sociaux, notamment sur son nouveau compte Mastodon. Le jour suivant, le 15 décembre, Twitter a suspendu sans avertissement les comptes de neuf journalistes de médias nationaux dans ce qui a été appelé le « Thursday Night Massacre »,, après qu’ils eurent publié des liens vers le compte ElonJet ou des services similaires de suivi de jets. Musk a affirmé que des journalistes avaient fait du doxing sur lui et sa famille, et allégué que, en couvrant l’affaire ElonJet, ils partageaient des liens vers des informations de vol en temps réel, ce qui correspondrait selon Musk à des « coordonnées d’assassinat ».

### Suspensions de comptes par Meta
En octobre 2024, Meta a suspendu le compte @elonmusksjet sur Instagram, ainsi que les comptes Threads et les pages Facebook correspondantes, ainsi que plusieurs autres comptes de suivi de jets privés gérés par Sweeney, dont @Trump_Jet, @DesantisJet, @celebrityjets, @kimkjet, @kyliejennerjet, @bezosjets, @zuckerbergjet et @taylorswiftjets.
Ces comptes opéraient sur les plateformes de Meta depuis des années sans incident, utilisant des données de vol publiquement accessibles pour suivre des jets privés. Sweeney les avait initialement lancés sur les plateformes Meta après avoir été suspendu de X/Twitter. ElonJet a également été ajouté sur Threads en juillet 2023, lors du lancement de Threads,.
Meta n’a pas fourni de raison spécifique pour cette application soudaine, se contentant d’affirmer que les comptes violaient désormais leurs politiques. Sous pression, Meta a évoqué une décision du Conseil de surveillance impliquant des préoccupations sur la vie privée concernant les adresses domiciliaires. Cependant, ce raisonnement a été contesté par le propriétaire du compte, qui a noté que la décision du Conseil de surveillance n’était pas pertinente pour les données publiques des aéronefs. Le suivi des vols, contrairement aux données d’adresse domiciliaire, est largement accessible via des sources publiques telles que ADS-B et la FAA.
À l'origine, les comptes @DesantisJet et @Trump_Jet n’avaient pas été suspendus, une incohérence soulignée dans la couverture médiatique, notamment dans un article de Fortune.
Après la publication de cet article, les comptes ont été suspendus. L’utilisateur a critiqué la décision de Meta pour son manque de transparence, aucun manquement aux règles n’ayant été cité auparavant.